# 1531
- Wikisource

| Calendário gregoriano                                                        | 1531 MDXXXI                                          |
| Ab urbe condita                                                              | 2284                                                 |
| Calendário arménio                                                           | 980 – 981                                            |
| Calendário bahá'í                                                            | -313 – -312                                          |
| Calendário budista                                                           | 2075                                                 |
| Calendário chinês                                                            | 4227 – 4228 Início a 18 de janeiro (aproximadamente) |
| Calendário copta                                                             | 1247 – 1248                                          |
| Calendário etíope                                                            | 1523 – 1524                                          |
| Calendários hindus - Vikram Samvat - Calendário nacional indiano - Cáli Iuga | 1586 – 1587 1452 – 1453 4631 – 4632                  |
| Calendário Holoceno                                                          | 11531                                                |
| Calendário islâmico                                                          | 937 – 938                                            |
| Calendário judaico                                                           | 5291 – 5292                                          |
| Calendário persa                                                             | 909 – 910                                            |
| Calendário rúnico                                                            | 1781                                                 |
| Calendário solar tailandês                                                   | 2074                                                 |

1531 (MDXXXI na numeração romana) foi um ano comum do século XVI do Calendário Juliano, da Era de Cristo, a sua letra dominical foi A (52 semanas), teve início a um domingo e terminou também a um domingo.
| Ano completo                    |
| ------------------------------- |
| Ano comum com início ao domingo |

## Eventos
- 26 de Janeiro - Ocorrência de um terremoto em Lisboa que matou 30 000 pessoas, cerca de 2% da sua população da época.
- 11 de fevereiro - Henrique VIII da Inglaterra se declara o chefe supremo da igreja inglesa.
- 28 de Março - Provimento de Aires Pires Cabral no cargo de corregedor dos Açores.
- 16 de abril -  É fundada a cidade mexicana de Puebla.
- 30 de junho - Pela Bula «Exposcit debitum», o Papa Clemente VII, confirmou a reforma realizada por Frei António de Lisboa, no Convento de Tomar da Ordem de Cristo, concedendo-lhe poder para elaborar novas regras e estatutos.
- 1 de outubro - Batalha de Kappel: as tropas católicas dos cantões suíços derrotam os protestantes de Zurique.
- 9 de dezembro - A Virgem de Guadalupe aparece pela primeira vez ao indígena São Juan Diego Cuauhtlatoatzin no Tepeyac.
- Aparição do cometa Halley.
- Francisco Pizarro inicia a conquista do Peru, começando a atacar os incas, atraído pelas notícias da existência de prata e ouro na região.
- Fundação da Universidade de Sarajevo.
- Fernando I de Habsburgo se torna Rei dos Romanos.
- Presença de madeirenses em registos genealógicos e biográficos dos soldados da Índia.
- Nomeação do Padre João Soares como vigário da freguesia do Faial.

## Nascimentos
- Janeiro

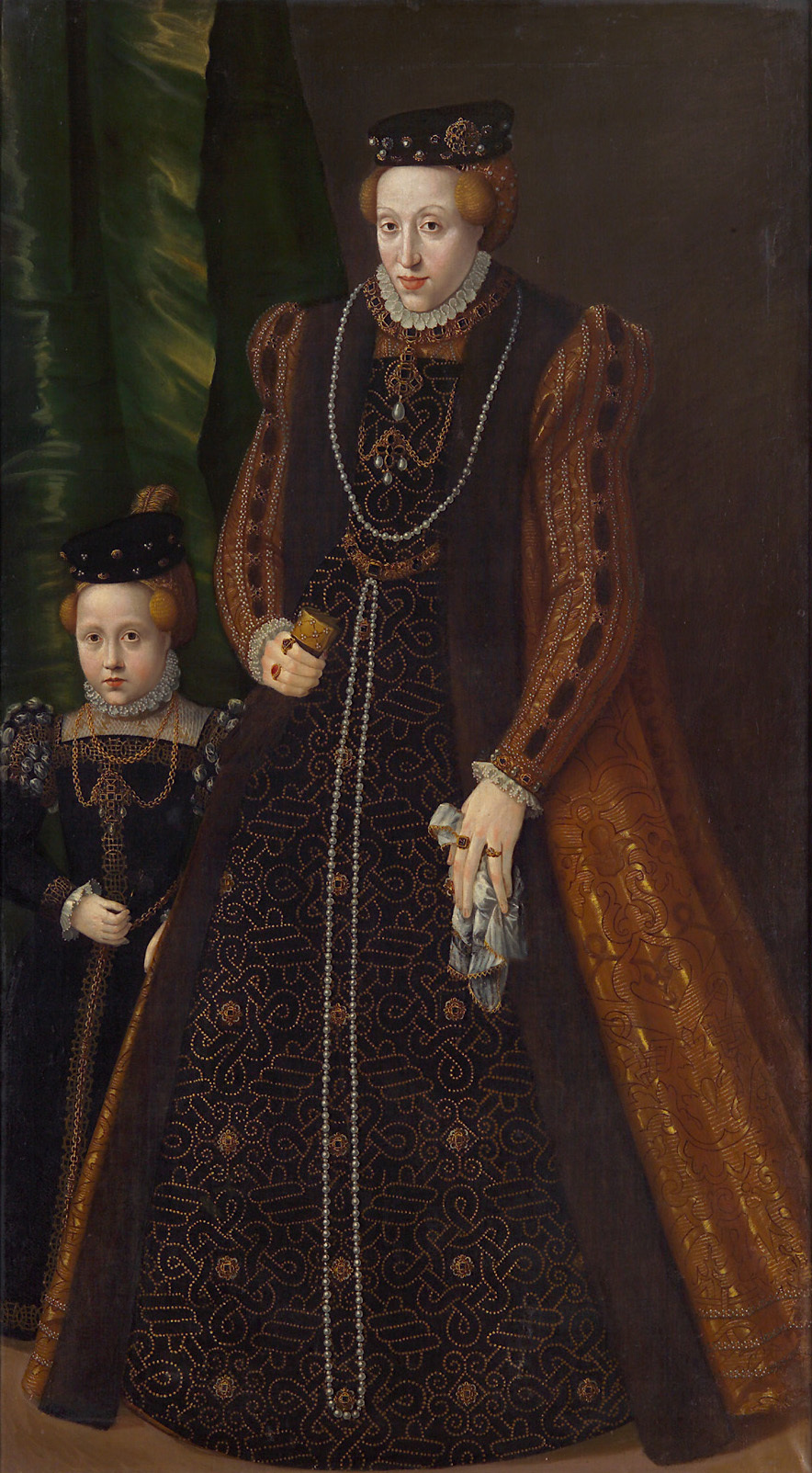
Maria da Áustria
(1531-1581)

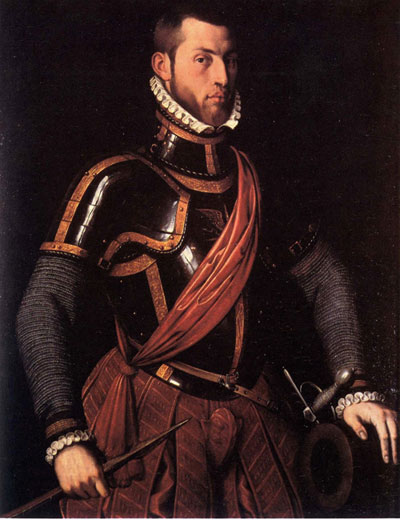
Vespasiano Gonzaga
(1531-1591)

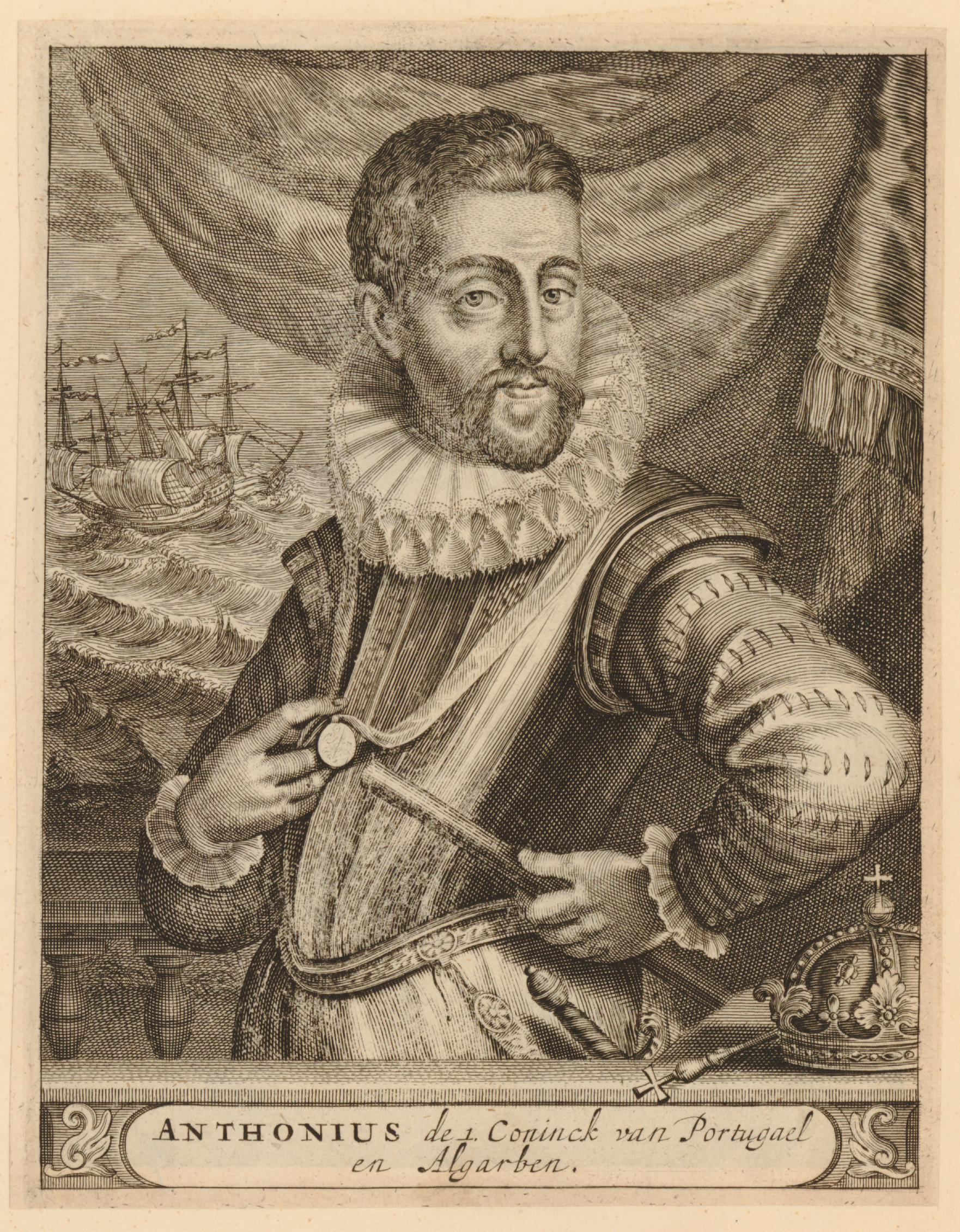
Antonio, Prior de Crato (1531-1595)

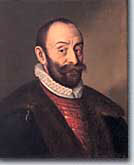
Hans Fugger (1531-1598)

  - 01 de Janeiro - Giovanni Domenico Guidett, editor musical e cantor (m. 1592).
  - 10 de Janeiro - Elisabeth, Condessa da Frísia Oriental, filha de Enno II., Conde da Frísia Oriental (1505-1540) (m. 1558).
- Fevereiro
  - 05 de Fevereiro - Ana da Pomerânia, filha de Barnim, Duque da Pomerânia-Stettin (1501-1573) (m. 1592).
  - 05 de Fevereiro - Johannes Aurpach, poeta e jurista alemão e professor da Universidade de Ingolstadt (m. 1582).
  - 05 de Fevereiro - Paul Crell, Paulus Crellius, teólogo luterano alemão (m. 1579).
  - 14 de Fevereiro - Burkhard Leemann, matemático, teólogo e reformador suíço (m. 1613).
- Março
  - 05 de Março - David Jakob Feyerabend, burgomestre de Heilbronn (m. 1618).
  - 07 de Março - Johann Schütz, Johannes Sagittarius, teólogo, reitor e chanceler da Universidade de Wittenberg  (m. 1584).
  - 09 de Março - Hans Rudolf Asper, pintor alemão de origem suíça (m. ?).
  - 20 de Março - Antonio, Prior de Crato, governador de Tânger e pretendente ao trono português (m. 1595).
- Abril
  - 03 de Abril - Emerentie, Condessa de Lowenstein, filha de Friedrich I, Conde de Lowenstein (1502-1541) (m. 1565).
  - 06 de Abril - Wolfgang, Duque de Braunschweig-Grubenhagen(m. 1595).
  - 07 de Abril - Agostino Valier, cardeal italiano (m. 1606).
  - 10 de Abril - Sibila, Condessa de Eberstein(m. 1589).
  - 13 de Abril - Hugues Loubenx de Verdalle, 52º Grão-Mestre da Ordem de Malta, entre 1581 e 1595 (m. 1595).
- Maio
  - 01 de Maio - Catalina Tomás, religiosa espanhola (m. 1574).
  - 01 de Maio - Giuseppe Moleti, erudito italiano e precursor de Galileo (m. 1588).
  - 15 de Maio - Maria, Arquiduquesa da Áustria, filha do Imperador Ferdinando I (m. 1581).
- Junho
  - 16 de Junho - Johann Lauterbach, jurista e pedagogo alemão (m. 1593).
  - 18 de Junho - Elizabeth von Plesse, filha de Dietrich IV von Plesse (1499-1551) (m. 1556).
- Julho
  - 04 de Julho - Johann Wilhelm, Barão von Rogendorff (m. 1590).
  - 12 de Julho - Christoff III, Conde de Limpurg-Gaildorf(m. 1574).
  - 17 de Julho - Antoine de Créqui, bispo e cardeal francês (m. 1574).
  - 25 de Julho - Johannes Sambucus, János Zsamboky, humanista, médico, filólogo e historiador húngaro. (m. 1584).
- Agosto
  - 06 de Agosto - Leonhard Thurneisser, Leonhard Dornesius, alquimista e botão suíço (m. 1596).
  - 08 de Agosto - Cornelius Aurelius, Cornelis Gerards, poeta e preceptor de Erasmo de Rotterdam (m. 1460).
  - 10 de Agosto - David Crinitius z Hlavačova, poeta, humanista, filólogo, pedagogo e matemático alemão (m. 1586).
  - 16 de Agosto - François de la Noue, condottiero huguenote francês (m. 1591).
  - 21 de Agosto - Johannes Heintzenberger, chanceler de Luís IV de Hesse-Marburgo  até 1567, jurista alemão e conselheiro do príncipe-eleitor Philipp von Hessen (m. 1581).
  - 24 de Agosto - Ercole Bottrigari, compositor e poeta italiano (m. 1612).
  - 31 de Agosto - Antoinette de Guise, Abadessa de Faremoutier, filha de Claude de Lorraine (1496-1550) (m. 1561).
- Setembro
  - 04 de Setembro - Hans Fugger II, Johannes Fugger, patrono das artes, homem de negócios, político e filho do banqueiro alemão Anton Fugger (1493–1560)  (m. 1598).
  - 14 de Setembro - Philippus Apianus, Philipp Bennewitz, médico, cartógrafo, geógrafo e matemático alemão (m. 1589).
  - 26 de Setembro - Antonio Minutoli, médico italiano (m. 1610).
  - 27 de Setembro - Girolamo di Lodovico Capponi, filho de Lodovico di Gino Capponi (1482-1533) (m. 1586).
- Outubro
  - 04 de Outubro - Henry Stanley, 4º Conde de Derby (m. 1593).
  - 07 de Outubro - Scipione Ammirato, literato e historiógrafo italiano (m. 1601).
  - 12 de Outubro - Jacques de Savoie, 1º Duque de Genebra (m. 1585).
  - 20 de Outubro - Gabriele Bombasi, literato e colecionador italiano de obras de arte (m. 1602).
  - 22 de Outubro - Lorenzo Doni, pintor italiano (m. 1592).
  - 25 de Outubro - Mathäus Wesenbeck, jurista flamengo (m. 1586).
  - 27 de Outubro - Hubertus Duyfhuis, pastor e pregador protestante holandês (m. 1581).
- Novembro
  - 07 de Novembro - Martin Luther, Jr, filho de Martinho Lutero (m. 1565).
  - 11 de Novembro - Manoel de Aviz, filho de João III, Rei de Portugal e Algarves (m. 1537).
  - 14 de Novembro - Richard Topcliffe, torturador, sádico e caçador inglês de padres (m. 1604).
  - 16 de Novembro - Ana da França, filha de Ercole II d'Este (1508-1559) (m. 1607).
  - 18 de Novembro - Roberto di Ridolfi, conspirador italiano contra Elisabeth I (m. 1612).
  - 29 de Novembro - Johannes Letzner, cronista da Baixa Saxônia (m. 1613).
- Dezembro
  - 06 de Dezembro - Vespasiano I Gonzaga, vice-rei de Navarra (m. 1591).
  - 15 de Dezembro - Bernardo Buontalenti, pintor, escultor e arquiteto italiano (m. 1608).
  - 20 de Dezembro - Hendrick II van Brederode, combateu, junto com Guilherme de Nassau, a inquisição espanhola nos Países Baixos (m. 1568).
  - 31 de Dezembro - Georg Sohn, teólogo e reformador alemão (m. 1589).

## Mortes
- Janeiro

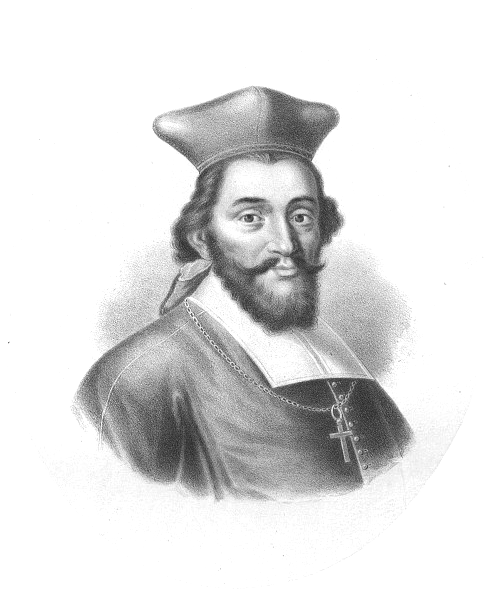
Jan Łaski I (1456–1531)

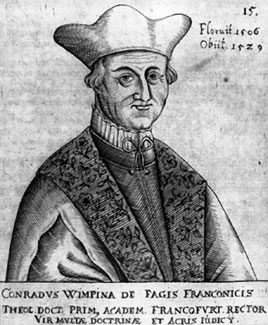
Konrad Wimpina
(1460-1531)

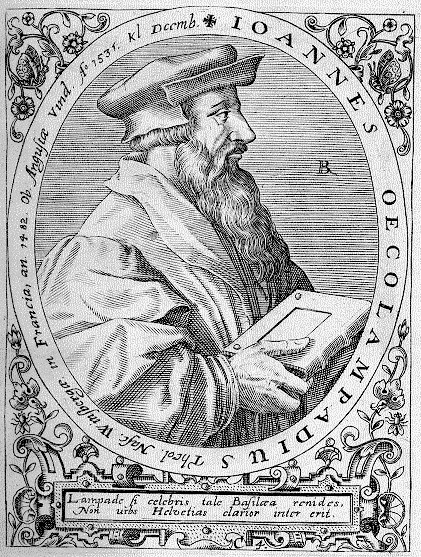
Johannes Oekolampadius
(1482-1531)

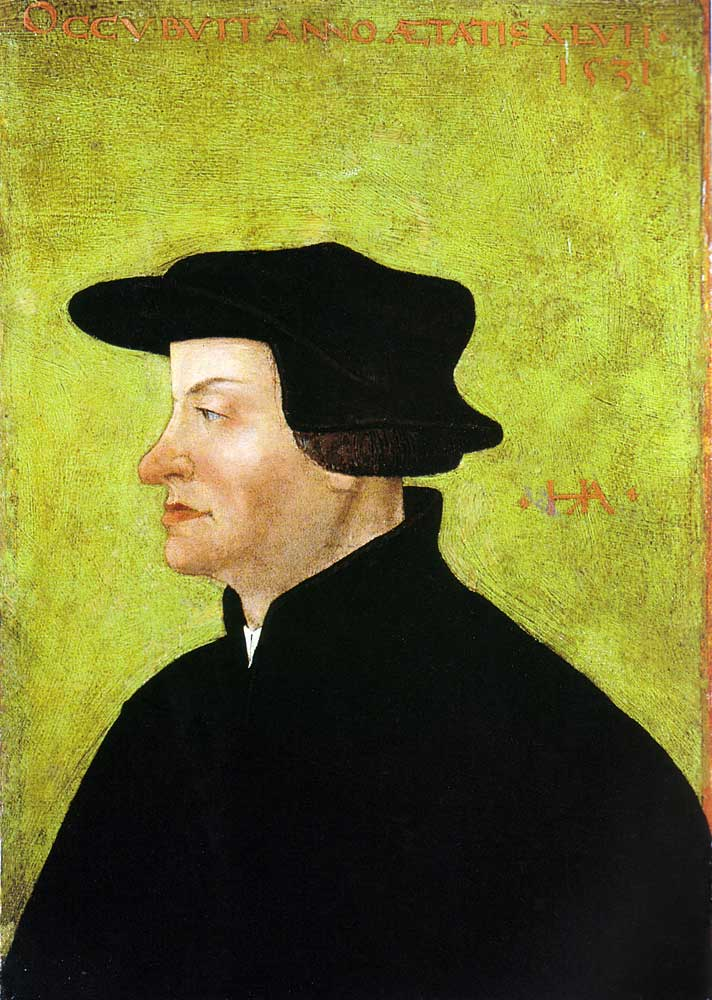
Ulrich Zwingli
(1484-1531)

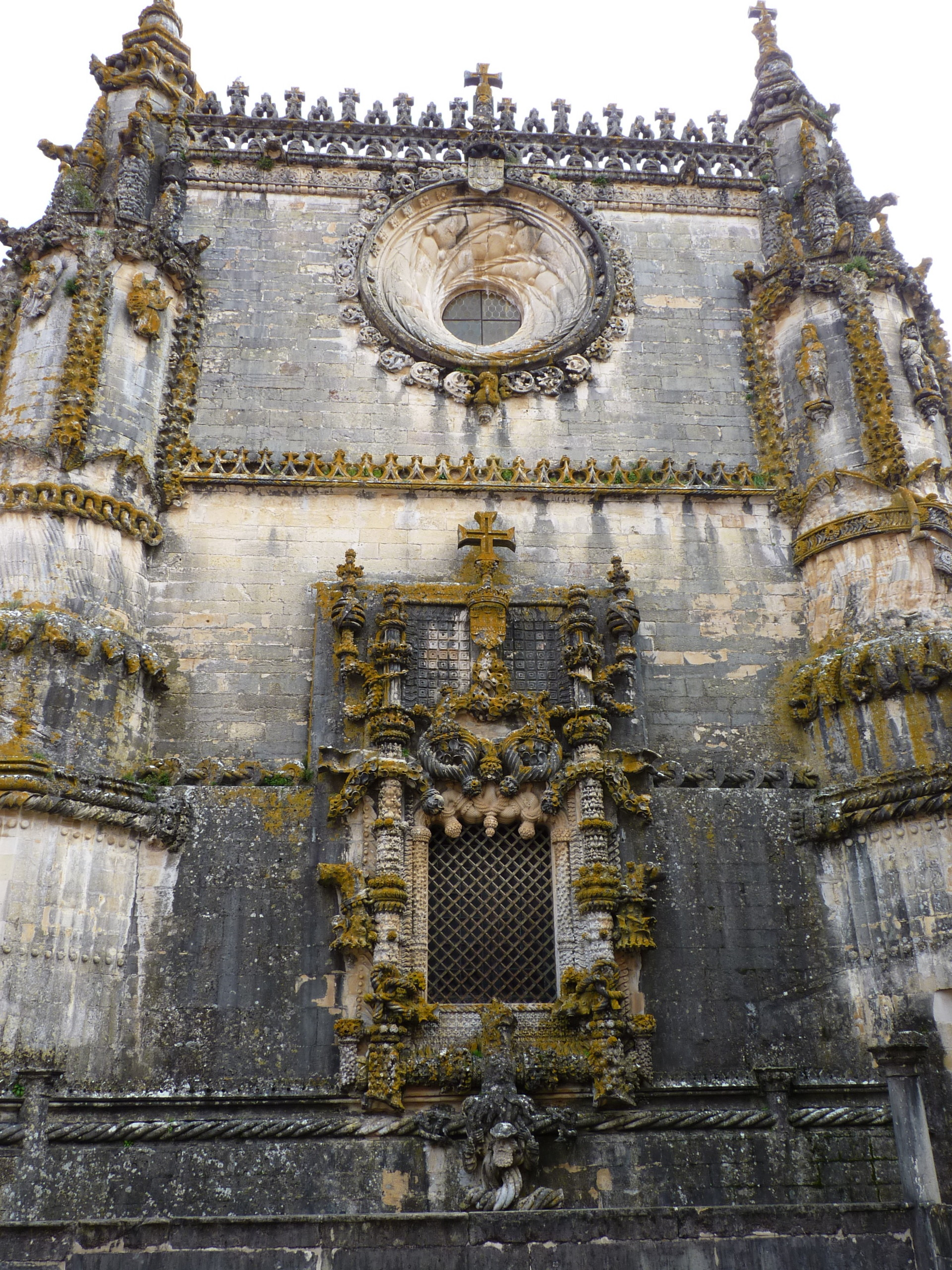
Diogo de Arruda
(1490-1531)

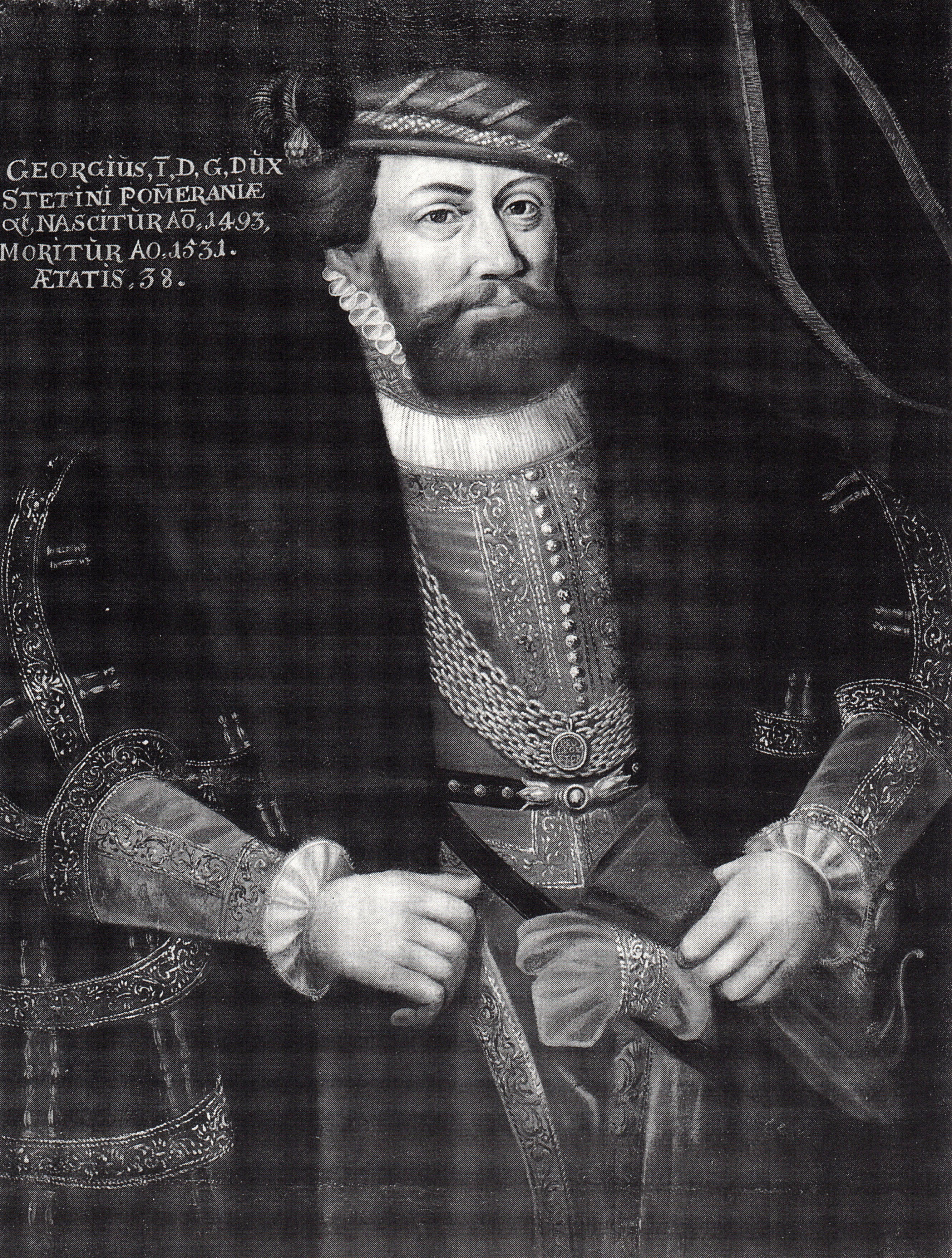
Georg I. Duque da Pomerânia
(1493-1531)

  - 1 de janeiro - Joachim Sterck van Ringelbergh, erudito, humanista, matemático e astrólogo flamengo (n. ?).
  - 17 de janeiro - Johann Zegenhagen, teólogo luterano alemão (n. ?).
  - 21 de janeiro - Andrea del Sarto, pintor italiano (n. 1486).
- Fevereiro
  - 3 de fevereiro - Rembertus Giltzheim, Rempert Gilsheim, médico, professor de Medicina e Reitor da Universidade de Rostock (n. ?).
  - 16 de fevereiro - Johannes Stöffler, matemático, astrônomo, astrólogo, sacerdote e Professor da Universidade de Tübingen (n. 1452).
  - 20 de fevereiro - Margarethe, Condessa de Mansfeld, filha de Gebhard VI von Mansfeld-Querfurt (1429-1492) (n. 1461).
  - 26 de fevereiro - Christian Stroband, político polonês de origem alemã (n. 1482).
- Março
  - 6 de março - Pedro Arias D'Ávila, administrador colonial espanhol, foi Governador e Capitão Geral de Castilla del Oro (n. 1440).
  - 11 de março - Johann von Hessen, filho de Ludwig II, O Franco, Landgrave de Hesse (1438-1471) (n. 1460).
  - 13 de março - Richard Greiffenclau zu Vollraths, Arcebispo de Trier desde 1511 até a sua morte (n. 1467).
  - 20 de março - Sicke Freerks, Sicke Frericx, mártir anabatista holandês (n. ?).
- Abril
  - 5 de abril - Richard Roose, envenenou a cozinha de John Fisher, Bispo de Rochester (causando 17 mortes) e foi condenado a morrer fervido em água quente. (n. ?).
  - 16 de abril - Konrad Hijst, Konrad Hiest, editor e livreiro em Speyer, irmão de Johann Hist († 1492) (n. ?).
- Maio
  - 10 de maio - Diogo de Arruda, arquiteto português (n. 1490).
  - 10 de maio - Georg I, Duque da Pomerânia (n. 1493).
  - 17 de maio - Konrad Wimpina, humanista e teólogo católico alemão (n. 1465).
  - 19 de maio - Johannes a Lasco, Jan Łaski (diplomata), secretário do rei da Polônia e auxiliar do arcebispo de Lwów, Bernard Wilczek, tio de Jan Łaski (1499-1560), que também foi um reformador protestante (n. 1456).
  - 20 de maio - Nicolas de Montmorency-Laval, dito Guy XVI de Laval, Conde de Laval de 1500 a 1531, (n. 1476).
  - 28 de maio - Balthasar Merklin, conselheiro imperial, vice-chanceler e bispo de Hildesheim e Constança (n. 1479).
  - 29 de maio - Georg III. Truchseß von Waldburg, comandante militar alemão (n. 1488).
- Junho
  - 10 de junho - Albertus Marchesi, teólogo e erudito italiano (n. ?).
  - 10 de junho - Przecław Lanckoroński, general e comandante polonês (n. 1489).
  - 30 de junho - Margarete Luther, Margarete Lindemann, mãe de Martinho Lutero (n. 1460).
- Julho
  - 03 de julho - Thomas von Absberg, também conhecido como o barão ladrão (n. 1477).
  - 07 de julho - Tilman Riemenschneider, escultor e entalhador alemão (n. 1460).
  - 17 de julho - Hosokawa Takakuni, comandante militar japonês (n. 1484).
  - 23 de julho - Louis de Brézé, Senhor de Anet, marechal francês (n. 1463).
  - 26 de julho - Guillaume V de Vergy, Senhor de Montferrand (n. 1488).
- Agosto
  - 03 de agosto - Fernán Pérez de Oliva, poeta espanhol (n. 1492).
  - 10 de agosto - Erich von Braunschweig, bispo de Paderborn, Osnabrück e Münster (n. 1478).
  - 15 de agosto - Jacob III, Conde de Hoorne, (n. 1480).
  - 19 de agosto - Thomas Bilney, um dos primeiros mártires e reformador inglês (n. 1495).
  - 28 de agosto - János Korbáviai, bano da Croácia (n. ?).
- Setembro
  - 1 de setembro - Johann IV, Landgrave de Leuchtenberg filho de Friedrich V von Leuchtenberg († 1487) (n. 1470).
  - 7 de setembro - Gregorius Haloander, Gregor Meltzer, jurista e filólogo alemão (n. 1501).
  - 16 de setembro - Lorenzo Pucci, cardeal e Bispo de Melfi (n. 1458).
  - 21 de setembro - Louise d'Albret, Viscondessa de Limoges (n. 1470).
  - 22 de setembro - Louise de Savoie, mãe de Francisco I da França (n. 1476).
  - 29 de setembro - Vincenzo Catena, Vincenzo di Biagio, pintor italiano (n. 1470).
- Outubro
  - 10 de outubro - Ana de Anhalt-Zerbst, esposa de Johann XIV (V), Conde de Oldenburg (c.1460-1526) (n. 1454).
  - 10 de outubro - Georg I., Duque da Pomerânia (n. 1493).
  - 10 de outubro - Johann XIV. (V.), Conde de Oldenburg e Delmenhorst (n. 1460).
  - 11 de outubro - Diebold von Geroldseck, beneditino suíço-alemão (n. 1490).
  - 11 de outubro - Konrad Schmid, teólogo e reformador suíço (n. 1476).
  - 11 de outubro - Ulrich Zwingli, Huldrych Zwingli, reformador suíço (n. 1484).
  - 19 de outubro - Fadrique Álvarez de Toledo y Enríquez, 2º Duque de Alba II (n. 1460).
  - 24 de outubro - Hans Leu, O Jovem, pintor de objetos religiosos (n. 1490).
- Novembro
  - 8 de novembro - Margareta de Toszek, Abadessa de Santa Clara em Breslau, Premislaw, Duque de Zator (n. 1467).
  - 24 de novembro - Johannes Oecolampadius, humanista, teólogo, reformador e Professor de Teologia da Universidade de Basileia (n. 1482).
- Dezembro
  - 1 de dezembro - Maud Green, mãe de Catherine Parr, sexta esposa de Henrique VIII (n. 1492).
  - 6 de dezembro - John Volkertsz Trimaker, líder anabatista holandês (n. ?).
  - 11 de dezembro - Johann VII, Conde de Salm (n. 1493).
  - 13 de dezembro - Martin Eysengrein IV, burgomestre de Stuttgart (n. ?).
  - 24 de dezembro - Malatesta Baglioni, O Jovem, condottiero e lord de Perugia (n. 1491).

## Por tema
- 1531 no Brasil